# Vocalisation
Dans le langage courant, la vocalisation est l'émission de sons parlés ou chantés.

## Interactions sociales

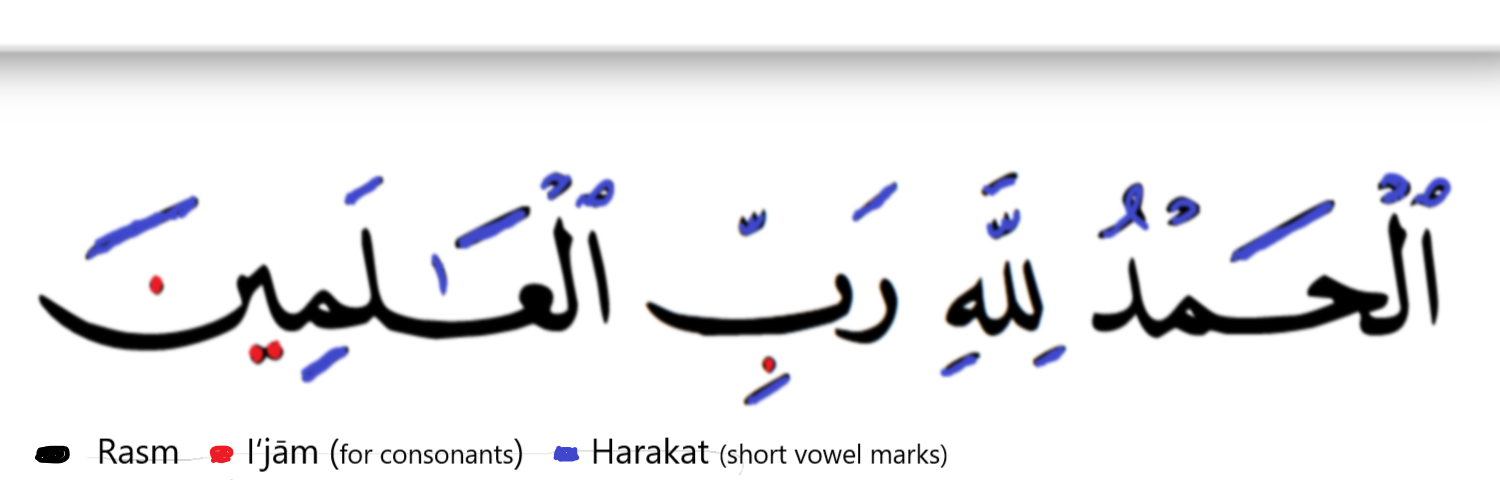
L'expression Al-ḥamdu li-l-Lāhi rabbi l-'ālamiīna (louange à Dieu, Seigneur des mondes) vocalisée (signes en bleu).

Les vocalisations sont des comportements sociaux essentiels chez de nombreuses espèces de vertébrés, y compris chez l'homme. Le nouveau-né reconnait la voix de sa mère très tôt, peut-être in utero. La voix est associée à des processus hormonaux complexes influençant notamment l'attachement mère-enfant et l'évolution des comportements, impliquant notamment l'ocytocine (neurohormone dite OT) ; un enfant stressé consolé par la seule voix de sa mère active un processus hormonal semblable à celui qui reçoit une attention physique. La production d'hormone OT est activée par la voix chez l'humain, alors qu'il faut chez le rat un contact physique.

## Chant
Dans le domaine de la musique, la vocalisation est l'action d'exercer sa voix, de chanter des gammes, des arpèges, des trilles ou des traits, sur une seule voyelle, sans articulation. Le terme de vocalisation représente aussi la voix exercée à l'art de vocaliser.
Par abus de langage, le terme de « vocalise » peut aussi reprendre toutes les formes d'échauffement de la voix pratiquées par un chanteur (ou un groupe choral) avant une répétition ou une prestation. Les vocalises seront alors souvent des formes brèves caractérisées par une ou plusieurs syllabes, par un rythme et une mélodie, reproduites sur plusieurs hauteurs par paliers de demi-tons ou de tons.

## Vocalisations animales
Beaucoup d'animaux émettent également des sons par vocalisation. Voir, par exemple, vocalisation des oiseaux.

## Linguistique

Exemple de mot, en alphabet arabe, sans diacritique (à l'exception des points sur et sous les lettres): al-'arabiyya (l'arabe).

Dans le domaine de la phonétique, la vocalisation est le passage d'un élément consonantique à une voyelle, ou plutôt généralement une semi-voyelle, soit par évolution historique, soit par alternance synchronique.
Pour une écriture de type abjad (qui ne note en principe pas les voyelles et autres diacritiques), le terme indique que ces diacritiques sont indiquées, et que donc les voyelles sont notées dans le texte. 